# Cinepanettone

I titoli di testa di Vacanze di Natale del 1983, pellicola a cui viene fatta ricondurre la nascita del media franchise del cinepanettone.

Un cinepanettone è un film comico di produzione italiana distribuito nelle sale cinematografiche durante il periodo natalizio. Benché i cinepanettoni siano nati negli anni 80 del XX secolo, il termine è un neologismo attestato dal 1997.

## Etimologia
Il neologismo, comparso stabilmente nei media in lingua italiana sul finire del 1997, fu originariamente coniato in senso dispregiativo dai critici cinematografici per indicare quei film natalizi – da cui il riferimento a uno dei tradizionali dolci italiani per questa festività, il panettone – di grande diffusione pubblica e ritenuti al tempo a vocazione principalmente commerciale; con particolare riguardo alle commedie interpretate dalla coppia artistica formata da Massimo Boldi e Christian De Sica, che si caratterizzano per una certa tendenza a ripetersi nella trama e nelle situazioni, per il tipo di comicità a buon mercato – basata prettamente su gag slapstick e su una volgarità greve – nonché, ciononostante, per i grandi incassi nelle sale italiane. Ben presto, tuttavia, il neologismo è diventato di uso comune e ha perso in parte la sua connotazione negativa, al punto che gli stessi attori e autori hanno preso a indicare le loro opere con questo nome.
Il termine ha avuto poi larga diffusione con gli anni 2000: un periodo in cui la maggior parte dei cinepanettoni ha visto la produzione della società Filmauro, di proprietà della famiglia De Laurentiis, e la regia di Neri Parenti, con l'uscita nelle sale di una serie di «commedie generazionali che hanno più o meno a che fare con le vacanze» natalizie, ambientate in località esotiche e con la parola "Natale" inserita nel titolo. I critici di settore ne hanno poi esteso il significato, includendo retroattivamente nel filone anche pellicole italiane realizzate nei due decenni precedenti, tutte accomunate da elementi – registi, attori, tematiche e distribuzione – che lasciano trasparire la matrice cinepanettoniana; produzioni quali I pompieri (1985), Yuppies - I giovani di successo (1986) e relativi sequel, diretti da nomi quali il succitato Parenti e dai fratelli Enrico e Carlo Vanzina e sempre con la coppia Boldi-De Sica nel cast, ma non strettamente caratterizzate dal tema natalizio-vacanziero.
Similmente, la maggior parte della critica tende a non considerare cinepanettoni alcuni film, soprattutto degli anni 70, che per via delle tematiche trattate potrebbero essere visti a posteriori alla radice di questo filone; alcuni titoli della commedia all'italiana o i ruoli comici interpretati da Adriano Celentano, così come opere coeve all'epoca cinepanettoniana quali la serie fantozziana di Paolo Villaggio, nonché i film di Leonardo Pieraccioni o, all'estero, dei fratelli Farrelly, che pure talvolta mostrano dei labili legami con tale universo narrativo.
Su questa base, sono stati poi coniati termini similari, seppur meno diffusi, quali «cinecocomero» (anche «cinegelato» o «cineombrellone»), per indicare le pellicole italiane realizzate per il periodo estivo; «cinecolomba», per quelle realizzate prettamente per il periodo pasquale; «telepanettone», per le produzioni italiane afferenti l'universo dei cinepanettoni ma destinate alla televisione; «libropanettone», per indicare i best seller letterari destinati a uscire nelle librerie a ridosso del periodo natalizio; e «anticinepanettone», una varietà di opere considerate alternative se non espressamente contro i cinepanettoni.

## Storia

### Gli inizi
Secondo i registi Carlo ed Enrico Vanzina, considerati i padri del genere, la formula del cinepanettone sarebbe nata dopo il successo commerciale del loro Sapore di mare (girato nel 1982 e distribuito in Italia nel febbraio dell'anno seguente), quando il produttore Aurelio De Laurentiis, proprietario della Filmauro, commissionò loro un'opera simile, ma ambientata stavolta in una località sciistica, da mettere in programmazione nei cinema nel periodo natalizio. I due fratelli pensarono quindi a una rilettura contemporanea di un film del 1959 interpretato da Alberto Sordi e Vittorio De Sica (padre di Christian), Vacanze d'inverno, in cui il regista Camillo Mastrocinque aveva tratteggiato, sullo sfondo di Cortina d'Ampezzo, i costumi italici del tempo.
Nacque così nel 1983 Vacanze di Natale, girato in meno di due mesi anch'esso a Cortina e che, nel dicembre di quell'anno, si trovò a competere in sala proprio con il secondo capitolo di Sapore di mare, diretto stavolta da Bruno Cortini, ma sempre su un soggetto dei Vanzina.

### Il successo
(Franco Montini, la Repubblica, 1º dicembre 1997)
Fu tuttavia necessario attendere gli anni 90 per assistere alla definitiva affermazione del genere. Nel 1990 uscì nelle sale Vacanze di Natale '90, diretto questa volta da Enrico Oldoini: il film segnò soprattutto l'inizio del sodalizio artistico tra Massimo Boldi e Christian De Sica, poi divenuti gli attori feticcio della serie nei tre lustri a venire. I due, a metà degli anni 80, avevano già preso parte a I pompieri (1985) e a Yuppies - I giovani di successo (1986), rispettivamente firmati da Neri Parenti e dai Vanzina: come ricorderà in seguito lo stesso Boldi, «fu in quel momento che ci rendemmo conto che i nostri due caratteri, insieme, erano perfetti» per interagire sul grande schermo.

Gli attori Christian De Sica e Massimo Boldi, artefici di un lungo sodalizio artistico che ha fatto la fortuna della serie cinepanettoniana, qui nel 1985 sul set di Yuppies - I giovani di successo.

Boldi e De Sica bissarono quindi il successo al botteghino con Vacanze di Natale '91, girato ancora da Oldoini, e con Vacanze di Natale '95 per la regia di Parenti. Nel corso di quel decennio i Vanzina avrebbero invece replicato la formula, sempre affidandosi al sodalizio Boldi-De Sica, con S.P.Q.R. - 2000 e ½ anni fa (1994) e A spasso nel tempo (1996), mentre il filone "vacanziero-natalizio" proseguì con De Laurentiis, il quale affidò stabilmente la regia delle successive pellicole a Neri Parenti. I fratelli Vanzina tornarono a girare un film della serie cinepanettoniana, sempre prodotta dalla Filmauro di De Laurentiis, solo nel 1999 con Vacanze di Natale 2000. Come si intuisce da alcuni di questi titoli, non sempre i film hanno trattato vicende strettamente legate al periodo natalizio o, in generale, alle festività; dal 2001 invece questo accadde regolarmente per diversi anni – cosa che si riverberò anche nella titolazione delle pellicole –, ambientando il Natale di volta in volta nei più svariati luoghi del pianeta.

### Il declino
Nel 2005, all'indomani dell'uscita di Natale a Miami, avvenne un primo punto di svolta nella storia della serie poiché Boldi, per divergenze artistiche, ruppe il sodalizio con De Sica e contestualmente lasciò le produzioni di De Laurentiis per intraprendere un suo personale filone "apocrifo" di cinepanettoni, andato a contrapporsi a quello "ufficiale" dell'ex partner di scena; le nuove opere di Boldi, prodotte dalla Medusa Film, si segnalarono ben presto per avere la cerimonia delle nozze come tema centrale, tanto da generare a loro volta un nuovo neologismo, quello di «cinematrimoni». Con il tempo, il nuovo filone aperto da Boldi vide questi duettare sempre più spesso davanti alle cineprese con Biagio Izzo, mentre De Sica proseguì il proprio percorso artistico a fianco della new entry Massimo Ghini. Nel frattempo, nello stesso periodo iniziò a segnalarsi una certa dilatazione temporale circa le uscite dei cinepanettoni, i quali ora esulavano talvolta dal ristretto ambito natalizio, anticipando o posticipando la loro presenza nelle sale – è ad esempio il caso di Matrimonio a Parigi (2011) di Claudio Risi, distribuito già in ottobre –; per dirla nelle parole di Boldi, «non bisogna di certo aspettare le feste per strappare una risata allo spettatore».
Nel 2011 uscì Vacanze di Natale a Cortina, che rimane l'ultimo capitolo di quella che è intesa come la serie cinepanettoniana delaurentiisiana: visti i sempre più bassi riscontri al botteghino ottenuti da questo genere di prodotti, dall'anno seguente la Filmauro decise che i propri film usciti durante le festività invernali non avrebbero più riproposto questa ormai storica formula narrativa, virando sulla più classica commedia. Negli anni seguenti vari autori e interpreti del filone hanno comunque ripreso in mano il cinepanettone, affidandosi a diverse produzioni e tentando di aggiornarne la formula, tuttavia senza riuscire a replicare i successi del passato.

### Revival successivi
Nel 2017 venne prodotto dalla Filmauro Super vacanze di Natale, film di montaggio ad opera di Paolo Ruffini, che celebrava i 35 anni dalla nascita del cinepanettone presentando scene provenienti dai cinepanettoni e dalle commedie natalizie realizzati della casa produttrice nei decenni precedenti. Sia Boldi che De Sica, protagonisti di molte di queste scene, criticarono l'operazione, sostenendo di non essere stati neppure avvertiti della stessa e ritenendola una scorrettezza: lo stesso giorno di uscita del film, il 14 dicembre, era infatti prevista anche l'uscita nelle sale delle commedie natalizie dei due attori, Natale da chef con la regia di Parenti per Boldi e Poveri ma ricchissimi con la regia di Fausto Brizzi per De Sica. Dei tre film, il prodotto di montaggio si rivelò comunque quello con incassi minori.
Nell'ottica della storia del genere, nel 2018 si ricompose dopo quattordici anni la storica coppia Boldi-De Sica per Amici come prima, diretto dallo stesso De Sica coadiuvato (non accreditato) dal figlio Brando: pur essendo uscita nel periodo natalizio, tuttavia, quest'opera era una classica commedia che, per lo stile e i temi trattati, non solo non sposava i canoni del cinepanettone ma anzi se ne distanziava, ottenendo per questo il generale plauso della critica. Amici come prima si confermò, tra le produzioni italiane, il film con più incassi della stagione cinematografica 2018-2019 e il terzo come numero di spettatori, rimanendo però ben lontano dal replicare il successo ottenuto dalle opere cinepanettoniane nel loro periodo d'oro.
Ad Amici come prima, che pareva sancire il definitivo abbandono di una certa comicità da parte della storica coppia, fece tuttavia seguito nel 2020 In vacanza su Marte, che fin dal titolo palesava il rimando al vecchio filone cinepanettoniano, a cominciare dal ritorno di Parenti dietro alla macchina da presa: «L'idea era di tornare a fare film con quella pasta lì, ed era forte per tutti e tre, io, Christian e Massimo: rituffarsi in quella zona, nel panettone c'era tutto, parolacce, gag, slapstick [...]», disse in proposito lo stesso regista. Distribuito direct-to-video a causa della pandemia di COVID-19, stavolta l'accoglienza di pubblico e critica fu ben più ruvida per un'opera che generò facili ironie, venendo stroncata per l'implausibilità della trama e l'inconsistenza della recitazione; l'intera operazione venne bollata come la presa d'atto di un genere, quello del cinepanettone, che aveva fatto il suo tempo divenendo ormai incapace di rappresentare, anche solo in chiave comico-demenziale, uno spaccato del Paese.
Nel 2024, con Cortina Express, si prova a riportare in auge la formula cinepanettoniana seppure riveduta e corretta, più politically correct ma comunque con rimandi agli stilemi delle pellicole dell'epoca d'oro; nell'occasione viene portata a debutto una nuova coppia comica, con l'onnipresente De Sica affiancato a Lillo.

## Interpreti
Attori ricorrenti dell'intera serie sono stati, oltre ai già citati Boldi, De Sica e Ghini, anche Diego Abatantuono, Claudio Amendola, Jerry Calà, Nino Frassica, Ezio Greggio, Andrea Roncato, Guido Nicheli e Nadia Rinaldi negli anni 80 e 90; e Anna Maria Barbera, Nancy Brilli, Elisabetta Canalis, Paolo Conticini, Fabio De Luigi, Sabrina Ferilli, i Fichi d'India, Michelle Hunziker, Biagio Izzo, Paolo Ruffini, Francesco Mandelli, Vincenzo Salemme, Enzo Salvi e Alessandro Siani negli anni 2000 e 2010. Dato il successo commerciale delle pellicole, a queste hanno talvolta preso parte anche interpreti non italiani noti a livello mondiale, quali Cindy Crawford, Danny DeVito, Carmen Electra, Daryl Hannah, Dean Jones, Ronn Moss, Leslie Nielsen, Luke Perry e Megan Gale.

## Critica
(Christian De Sica, Corriere della Sera, 20 dicembre 2008)
Secondo la critica più benevola, i cinepanettoni non sarebbero in realtà molto diversi dalle commedie prodotte negli anni 50, come quelle con protagonista Totò; nello specifico, vengono visti come film che più di altri sono riusciti a raccontare l'Italia e gli italiani a loro coevi. In secondo luogo, viene sottolineato come i cinepanettoni hanno per lungo tempo assolto al compito di far "girare" il grosso dell'industria cinematografica italiana che, sovente, solo con essi riusciva a raggiungere il livello di incassi delle pellicole hollywoodiane. Ciò nonostante, è stato oggetto di dibattito e polemiche la possibilità, per questo genere di pellicole, di godere di contributi e agevolazioni fiscali da parte del Ministero per i beni e le attività culturali.
(Ernesto Galli della Loggia, corriere.it, 24 dicembre 2009)
I detrattori di tali prodotti ne rimarcano in primis l'effettiva mancanza di vera comicità: a lungo andare, quella presente è finita per basarsi interamente su volgarità e altre banalità assortite come il linguaggio scurrile, l'umorismo spicciolo e ruoli femminili spesso ridotti a meri oggetti sessuali. Una deriva acuitasi in particolar modo negli anni 2000, e che, a detta degli studiosi del settore, ha fatto del cinepanettone la celebrazione degli «eccessi peggiori», delle «buffonerie carnevalesche» della coeva Italia berlusconiana. Sul piano pratico, viene infine posto accento negativo sulla costante mancanza di una trama vera e propria, rimpiazzata da una banale "storiella" sempre uguale a sé stessa, scritta ad arte per le esibizioni dei protagonisti e dei comprimari di turno, spesso personaggi televisivi di grido del momento, privi di adeguate capacità recitative per il grande schermo.
Simili critiche hanno superato l'ambito nazionale tant'è che nel 2023, in occasione del quarantennale della serie, anche il New York Times si è occupato dei cinepanettoni sottolineando come, in particolar modo i capitoli dagli anni 2000 in poi, abbiano offerto perlopiù «gag fisiche, parodie immature, seni nudi e stereotipi razziali».

## Citazioni e parodie
Una parodia dissacrante del filone dei cinepanettoni è ravvisabile nella commedia Boris - Il film del 2011. La pellicola, ambientata nel dietro le quinte del mondo del cinema, narra per l'appunto la deriva "cinepanettoniana" che finisce per assumere un iniziale progetto "impegnato", sbeffeggiando in egual misura entrambe le parti. Nello specifico dei cinepanettoni, la satira mette l'accento sulle difficoltà, nel panorama filmico italiano del tempo, di realizzare una pellicola che esuli dalla becera e greve comicità, nonché sull'influenza negativa che questo genere cinematografico ha sull'ambiente attoriale del Paese, reo di cedere al nazionalpopolare in virtù di facili guadagni, senza mancare di metterne in risalto l'iniquità della scrittura, riassumibile in pochi e grossolani stereotipi.
Va segnalato anche lo sketch Natale al cesso di Maccio Capatonda, un finto trailer del 2008 che riassume tutti i peggiori stereotipi affibbiati dalla critica al filone cinepanettoniano, sia come scrittura sia come recitazione; un'operazione satirica che, nelle parole di Francesco Specchia, consta di «immagini [...] esilaranti e al tempo stesso angosciose», insomma «l'idea dell'Italia attuale, livida e meschina».